# Łukasz Golec
Łukasz Golec (ur. 19 lutego 1975 w Żywcu) – polski wokalista, trębacz, muzyk popowy i jazzowy, kompozytor, aranżer, członek Akademii Fonograficznej w ramach ZPAV, jeden z liderów grupy muzycznej Golec uOrkiestra. Brat bliźniak Pawła Golca.

## Życiorys
Pochodzi z Milówki, miejscowości leżącej na obszarze Beskidu Żywieckiego. Jego ojciec grał na klarnecie w orkiestrze Milowieckiej, a matka śpiewała w chórze i tańczyła w zespole folklorystycznym. Będąc uczniem trzeciej klasy szkoły podstawowej, zdał egzamin do żywieckiej Państwowej Szkoły Muzycznej, gdzie rozpoczął naukę gry na trąbce. Po czterech latach nauki zdał egzamin Państwowej Szkoły Muzycznej I i II stopnia im. Stanisława Moniuszki w Bielsku-Białej, którą ukończył w 1995. W 1990 dołączył do zespołu Straight Ahead. Doskonalił swój warsztat gry i improwizacji podczas koncertów i jam sessions w okolicznych klubach jazzowych. Brał udział w konkursach i festiwalach. Na puławskich warsztatach jazzowych został wyróżniony stypendium Berklee College of Music w Bostonie. Następnie studiował na Wydziale Jazzu i Muzyki Rozrywkowej Akademii Muzycznej w Katowicach, ćwicząc pod okiem Piotra Wojtasika. 
W latach 1997–1998, na pierwszym roku studiów, razem z kolegami z roku stworzył zespół Alchemik Acoustic Jazz Sextet, z którym zdobywał nagrody w kraju i za granicą, m.in. zajął pierwsze miejsce na Hoeilaart International Jazz Contest w Belgii; otrzymał wyróżnienie „Nowa twarz polskiego jazzu” podczas festiwalu Jazz nad Odrą i „Klucz do kariery” na Pomorskiej Jesieni Jazzowej w Gorzowie Wielkopolskim, na której został uznany za najlepszego solistę. W magazynie branżowym „Jazz Forum” trafił na listę najlepszych trębaczy w Polsce, zajmując trzecie miejsce obok Tomasza Stańki i Piotra Wojtasika.
Pracował jako muzyk sesyjny z wykonawcami, takimi jak Maryla Rodowicz, Piasek, Norbi, Kayah, Mietek Szcześniak, The Freedom Nation, Jarosław Śmietana, Katarzyna Groniec, Andrzej Krzywy, Robert Amirian, Paweł Kukiz, Deus Meus, Marcin Pospieszalski, Andrzej Piaseczny a także zespół Piersi, z którym regularnie koncertował. Występował także z Teatrem Buffo. Brał udział w wielu koncertach telewizyjnych, festiwalach opolskim i sopockim, grał w bigbandach Wiesława Pieregorólki i Zygmunta Kukli.  
W 1998 utworzył, wraz z bratem-bliźniakiem, zespół Golec uOrkiestra, z którym nagrał dziewięć albumów. Wraz z bratem jest także współtwórcą piosenki „Na Holi”, hymnu Bielskiej Zadymki Jazzowej, a także współzałożycielem Fundacji Braci Golec oraz firmy wydawniczej Golec Fabryka.

## Nagrody muzyczne
- 2000: Fryderyki w kategorii „Album Roku – muzyka tradycji i źródeł” za album Golec uOrkiestra 2
- 2000: Wiktory w kategorii Odkrycie muzyczne roku.
- 2001: Superjedynki w kategorii Zespół roku.
- 2013: Laureat SuperPremiery za „Młody Maj” 50 Krajowy Festiwal Piosenki Polskiej w Opolu[4]
- 2013: Laureat SuperDebiuty Nagroda Jedynki za „Młody Maj” 50 Krajowy Festiwal Piosenki Polskiej w Opolu[5]
- 2013: Nagroda w kategorii „Artyści Bez Granic” 50 Krajowy Festiwal Piosenki Polskiej w Opolu

## Programy telewizyjne (wybrane)
- 2010: Taka miłość się nie zdarza, Edyta i Łukasz Golec TVN[6]
- 2009: Kuba Wojewódzki (talk-show) - gość programu, odc. 244
- 2009: Kuba Wojewódzki (talk-show) - gość muzyczny, odc. 246
- Zacisze gwiazd: Łukasz Golec TVP[7]

## Odznaczenia
- Medal Stulecia Odzyskanej Niepodległości (2022)[8].
- Odznaka Honorowa za Zasługi dla Ochrony Praw Dziecka (2019)[9]

## Życie prywatne
Jest synem Stefana i Ireny Golców. Najmłodsza siostra ojca, Stanisława Golec ps. „Gusta”, należąca do oddziału NSZ kpt. Henryka Flamego ps. „Bartek”, została w wieku 18 lat zamordowana przez UB w Starym Grodkowie w 1946. Ma dwóch starszych braci: Rafała i Stanisława, oraz brata-bliźniaka, Pawła.  Gdy miał 14 lat, zmarł jego ojciec.
Od 2000 roku w związku małżeńskim z Edytą Mędrzak z którą ma trójkę dzieci: Bartłomieja (ur. 2004), Antoninę (ur. 2006), Piotra (ur. 2008). Edyta gra na altówce, śpiewa, komponuje, gra w zespole Golec uOrkiestra.
Wraz z bratem Pawłem został ambasadorem zorganizowanych w Krakowie Światowych Dni Młodzieży 2016.